# Retiro (distrito)
Retiro é um distrito da cidade espanhola de Madrid. O distrito tem uma superfíe 5,378 km² e uma população de 125.978 habitantes.
Neste distrito encontra-se o famoso Parque del Buen Retiro. O parque era originalmente, em 1632, um local de repouso para a família real, durante o reinado de Filipe IV. O palácio que lá existia foi destruído durante as guerras napoleónicas. Depois da Guerra da Independência, o rei Fernando VII (1814 - 1833) iniciou a sua reconstrução e abriu parte do jardim ao público.

## Bairros
Este distrito está dividido em seis bairros:
- Adelfas
- Estrella
- Ibiza
- Jerónimos
- Niño Jesús
- Pacífico